# Musée de la Résistance de l'Aube
Le musée de la Résistance de l'Aube est situé à Mussy-sur-Seine dans le département de l’Aube. Initialement consacré à l'histoire du maquis F.F.I. de Mussy-Grancey et des combats menés, en août 1944, entre Mussy-sur-Seine et Grancey-sur-Ource, il devient aujourd'hui le musée de l'histoire de la Résistance auboise. C'est un Musée de France.

## Historique
Ce musée fut créé en 1967 par l'association « Le Musée de la Résistance ». Il avait pour but de conserver la mémoire des résistants du maquis de Mussy-Grancey, dit aussi Maquis Montcalm, installé au sein des vallées de la Seine et de l'Ource. 
Ce maquis était placé sous le commandement d'Émile Alagiraude, alias Montcalm, et regroupait deux cents maquisards en juin 1944 au moment du débarquement de Normandie, et près de mille deux cents à la fin du mois de juillet.
Il fut installé dans les locaux annexes de l'ancienne gendarmerie mis à la disposition de l'Amicale des combattants volontaires de l'armée secrète et du Comité du souvenir du maquis de Mussy-Grancey.
Il est inauguré par Robert Galley, alors Ministre des armées, le 23 mai 1971. Devenu musée municipal en 1974, il obtient l’appellation Musée de France en 2002.
En juin 2017, la municipalité engage l'agrandissement et la modernisation du musée. L'ouverture du futur musée est prévue à l'horizon 2021.

## Caractéristiques du musée originel
Une visite du musée était originellement prévue à la demande, et menée grâce à l'action de bénévoles locaux. Ces derniers proposaient également, en lien avec cette visite, celle guidée des lieux de mémoire du maquis F.F.I. :
- présentation de l'Armée secrète et du réseau Montcalm,
- la ferme de Réveillon (centre mobilisateur du maquis),
- poste de commandement (P.C.) de Montcalm,
- monument du maquis (l’un des premiers monuments érigé à la mémoire des résistants, inauguré le 15 septembre 1946)[1].

Les collections du musée étaient composées d'objets issus du maquis :
- matériel de guerre (armes, objets radiophoniques et de communication, etc.)
- affiches de la Résistance locale,
- photographies liée à la résistance et la déportation,
- tenues de déportés politiques,
- drapeaux de l'Armée secrète Montcalm et du 131e régiment d'infanterie.

## Le nouveau musée
La refonte globale du musée engage un projet de rénovation et d'extension tant architectural et scénographique que porté sur la restauration des collections.
Le chantier architectural a permis l'agrandissement de la surface du musée à près de 400m² (originellement 70m²), l'adjonction d'un espace pédagogique et d'un espace d'exposition temporaire.
Le projet scénographique présente la Résistance auboise sous plusieurs angles chrono-thématiques :
- L'entrée dans la Résistance auboise : contexte de l'occupation allemande dans l'Aube, apparition des mouvements et réseaux de résistance aubois, premières actions (sabotages, presse clandestine, etc.) ;
- Immersion au sein des maquis aubois : se nourrir, se déplacer, relations entre espaces urbains et ruraux, la clandestinité ;
- Le Débarquement et la création des F.F.I. ;
- Les conséquences de l'engagement dans la Résistance dans l'Aube : arrestations, exécutions, déportation politique, et Libération de l'Aube
- Le travail de Mémoire mené dans l'Aube : cérémonies, associations, et avenir de la transmission autour de la Résistance.

Le travail sur les collections du musée permet enfin d'approfondir les connaissances sur sa constitution initiale ; des donations d'objets et d'archives sont effectuées à l'échelle locale, pour agrémenter le Fonds du musée, qui devient aujourd'hui un Centre de Recherche central pour la diffusion des connaissances autour de la Résistance auboise ; le chantier de restauration des collections, constituées d'objets en bois, métal, textile ou plâtre, a permis de revaloriser et protéger l'ensemble de près de 400 objets du musée, et d'en exposer une partie significative au sein du parcours d'exposition permanente du musée, sur près de 200m².